# 広弘明集
『広弘明集』（こうぐみょうしゅう）とは、中国唐の道宣が編纂した、仏教護法のために書かれた文章を集めた書物である。30巻、664年（麟徳元年）に成立した。
梁の僧祐が編纂した『弘明集』に漏れた文章や、その後に書かれた詔勅・書簡・論書・詩賦の類などを集めたものである。その大部分は東晋から隋唐に及ぶ時代の文章を収録しているが、中には春秋戦国の諸子百家に属する文や、あるいは史書の抜粋も含まれている。中に『魏書』「釈老志」や『顔氏家訓』中の仏教信仰に関して述べた「帰心篇」、阮孝緒の『七録』の序なども収められている。
本書は、中国仏教史研究のみならず、中国思想史研究における重要な文献資料であり、北周道安の「二教論」及び甄鸞の「笑道論」や、初唐の太史令傅奕の「高識伝」への反論としての「列代王臣滞惑解」（弁惑篇に収録）など、仏教道教の二教の優劣論争に関する基本文献が収録されている。

## 構成
1. 帰正篇
2. 弁惑篇
3. 仏徳篇
4. 法義篇
5. 僧行篇
6. 慈済篇
7. 誡功篇
8. 啓福篇
9. 悔罪篇
10. 統帰篇

## テキスト
- 『大正新脩大蔵経』52巻「史伝部4」

### 日本語訳
- 『大乗仏典　中国・日本篇4』、中央公論社、1988年 - 吉川忠夫訳、現代語訳のみ（抄版）。